# Eric Weil
(Eric Weil, Logica della filosofia)
Eric Weil (Parchim, 8 giugno 1904 – Nizza, 1º febbraio 1977) è stato un filosofo tedesco di origini ebraiche.
Allievo di Ernst Cassirer, ha fornito contributi rilevanti nel campo della filosofia teoretica e del pensiero morale e politico, attraverso un'originale e sistematica rielaborazione dell'eredità kantiano-hegeliana.

## LaLogica della filosofia
(da completare)

Weil comincia la sua opera Logica della filosofia dissertando sulla definizione di uomo "animale razionale": pur essendo questa definizione sbagliata da un punto di vista scientifico, a suo dire essa ha avuto più successo delle altre perché determina l'uomo per una caratteristica che non ha ma che potrebbe e dovrebbe avere al fine di realizzare effettivamente se stesso (l'uomo quindi non è razionale ma razionabile, Kant). In base all'uso della ragione Weil distingue le persone in due categorie: i filosofi e gli uomini comuni, o antifilosofi. Questi ultimi utilizzano la ragione come mezzo (per soddisfare i loro desideri, che però non riusciranno mai a "saziare" del tutto) e sono "semplicemente" ragionevoli; i filosofi invece utilizzano la ragione come scopo per eliminare il fastidio che è in loro e sono ragionevolmente ragionevoli.
Per l'uomo comune una cosa è illecita quando è prodotta male (in questo senso è faber, egli è l'unico animale che non solo trasformare le cose ma trasforma anche il modo di trasformare; il filosofo franco-tedesco lo paragona quindi più all'artigiano che non all'operaio), per il filosofo invece quando genera la violenza, cioè un qualcosa di imprevedibile di cui ovviamente ha paura. Nel tentativo di eliminare la violenza, l'uomo si unisce con i suoi simili in comunità ed escogita dei sistemi per vivere senza problemi.
Il primo sistema escogitato consiste nella logica, ossia nel trovarsi d'accordo all'interno del dialogo non nella parte contenutistica dello stesso ma in quella formale quindi sintattica. La logica serve a stabilire chi ha torto (ossia chi si contraddice) senza violenza e, nel parallelismo che Weil sottintende nella storia dell'evoluzione sociale umana, rappresenta la polis greca dominata dall'aristocrazia. All'interno di questa polis la violenza non è bandita del tutto, ma solo tra gli inter pares (è quindi legittima contro schiavi e barbari).
La logica però fallisce nel suo compito, cioè eliminare la violenza: essa infatti sacralizza così tanto la comunità da renderla vulnerabile di fronte agli attacchi interni. Basta che un solo individuo la metta in discussione, la critichi e la stigmatizzi per farle perdere la sua aura di sacralità: non c'è bisogno di ucciderla per sopprimerla, basta dire che non è immortale. Allora l'uomo non punterà più sulla logica bensì sull'ontologia: a differenza di prima, adesso l'accordo si deve trovare nella natura delle cose, sullo stabilire con certezza ciò che è e ciò che non è. Si passa di conseguenza dal piano sintattico a quello semantico, il dialogo si sostituisce col discorso (perché l'uomo, se vuole conoscere ciò che è, deve prima conoscere se stesso) e all'aristocrazia subentra la democrazia, perché stavolta la violenza è bandita contro tutti dato che di fronte a essa siamo tutti uguali.
L'ontologia, il discorso sull'essere che ambisce a sconfiggere la natura ossia il mero dato, ha due limiti: intanto deve necessariamente occuparsi del non-essere (questione della barba di Platone) che però nel momento stesso in cui viene pensato diventa essere (c'è un modo di essere del non essere, come diceva Platone); inoltre quando la natura viene sconfitta la comunità perde il collante su cui si era cementata.

## Opere tradotte in italiano
- Filosofia politica, Guida, Napoli 1973.
- Masse e individui storici, Feltrinelli, Milano 1980.
- Problemi kantiani, Quattroventi, Urbino 1980.
- Questioni tedesche, Quattroventi, Urbino 1982.
- Dell'interesse per la storia e altri saggi di filosofia e storia delle idee, Bibliopolis, Napoli 1983.
- Hegel e lo Stato e altri scritti hegeliani, Guerini, Milano 1988.
- Aristotelica, Guerini, Milano 1990.
- Educazione e istruzione. Scienza e discipline umanistiche oggi, Guerini, Milano 1992.
- Logica della filosofia, Il Mulino, Bologna 1997.